# Psilaspilates citrinarius
Psilaspilates citrinarius är en fjärilsart som beskrevs av Paul Mabille 1885. Psilaspilates citrinarius ingår i släktet Psilaspilates och familjen mätare. Inga underarter finns listade.